# Distretto di Yeongdo
Yeongdo (Hangŭl: 영도구; Hanja: 影島區) è un distretto di Busan. Ha una superficie di 13,98 km² e una popolazione di 119.739 abitanti al 2020.
Il distretto è costituito dall'isola di Yeogdo.
L'isola è stata collegata alla terraferma nel 1934 con il ponte di Yeongdo, primo ponte levatoio della Corea del Sud, altri ponti che collegano l'isola sono il ponte di Busan del 1980, 2008 è stato inaugurato il ponte Namhang e nel 2014 il Busan Harbor Bridge.
Nella parte meridionale dell'isola si trova il Taejongdae Park, già sede di una base militare l'accesso all'area era proibito fino al 1969, ora è un'ambita meta ricreativa della città di Busan, il parco è percorso da una strada costiera panoramica. 
L'isola ospita il Korea National Maritime Museum, terzo museo più grande della Corea e l'isoletta di Achi, collegata a Yeongdo, ospita l'Università marittima e oceanica.